# Svédország történelmi országrészei

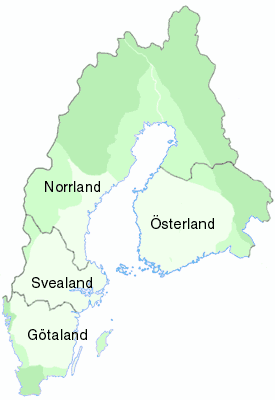
Svédország történelmi országrészei. A mai svéd-finn határt fehér vonal jelöli. A világoszöld területek a 13. századi Svédország körülbelüli kiterjedését, a sötétebb zöld későbbi birtokbavételt jelez. Svédország ebben a teljes kiterjedésben, illetve ezekkel a határokkal egyidejűleg soha nem létezett

Svédország történelmi országrészei a következők:
- Götaland
- Svealand
- Norrland
- Österland

Götaland és Svealand az egyesítés előtt rivális királyságok voltak. Götaland Dél-Svédországban van, míg Svealand Közép-Svédországban. Österland Finnország egykori neve, de ma csak az ország déli részét jelenti. Norrland az északon elfoglalt területeknek a neve, ahogy a svédek terjeszkedni kezdtek (Österland és Norrland svédül Keleti- illetve Északi tájakat jelent).
Miután a Oroszország 1809-ben elfoglalta Finnországot, Norrland kétfelé szakadt. Svédországban még mindig több mint felét alkotja az ország területének, de továbbra is gyéren lakott a többi részekhez viszonyítva.
| Norrland | Svealand | Götaland |